# Contact Note
Contact Note è il secondo album in studio del musicista britannico Jon Hopkins, pubblicato il 9 agosto 2004 dalla Just Music.

## Tracce
Musiche di Jon Hopkins.
1. Circle – 5:48
2. Second Sense – 5:13
3. Contact Note – 7:47
4. Searchlight – 2:16
5. Symmetry – 5:12
6. 100 – 6:00
7. Glasstop – 2:43
8. Sleepwalker – 4:34
9. Reprise – 3:14
10. Nightjar – 7:31
11. Black & Red – 5:25
12. Luna Moth – 5:38

## Formazione
Musicisti
- Jon Hopkins – campionatore, pianoforte
- Xerxes – scratch
- Jacob Singer – voce aggiuntiva
- Jeremy Sandbrook – basso (traccia 1)
- Imogen Heap – voce (tracce 2 e 9)
- Lisa Lindley-Jones – voce (tracce 3, 9 e 12)
- Leo Abrahams – acustica (tracce 7 e 9)

Produzione
- Jon Hopkins – produzione, copertina
- Andy Saunders – ingegneria del pianoforte
- Simon Heyworth – mastering
- Nick Jell – fotografia